# Maytree (nhóm nhạc)
Maytree (메이트리) là nhóm nhạc Hàn Quốc theo thể loại a cappella, gồm có 5 thành viên.

## Thành viên
Các thành viên của nhóm kể từ khi thành lập:
- Sang-in chang (nam), giọng bộ gõ
- Soo-kyung kang (nữ), giọng alto
- young-hoon kwon (nam), giọng tenor
- Won-jong kim (nam), giọng bass
- Su-yeon lim (nữ), giọng soprano

## Đĩa đơn đã phát hành

### Album trong phòng thu
- 2006: Maybe
- 2015: MayTree in Love (메이트리 인 러브)
- 2020: Back to me (그대 내게 다시)

### Đĩa đơn mở rộng
- 2011: The MayTree
- 2013: 5028

### Đĩa đơn
- 2021: When Snowflakes Fell on Your Head (임수연)
- 2021: What If (Andrea Figallo, Eddi Hüneke, Junko Kamei)

### Hiệu ứng âm thanh và các bản cover khác
Bắt đầu từ năm 2021, nhóm nhạc bắt đầu phát hành một loạt video trên YouTube, trong đó nhóm nhạc mô phỏng lại các hiệu ứng âm thanh được sử dụng trong hệ thống máy tính và điện thoại di động. Video đầu tiên, được phát hành vào tháng 1 năm 2021, bao gồm các hiệu ứng âm thanh của Windows. Những video sau bao gồm hiệu ứng âm thanh của iPhone và điện thoại Samsung Galaxy, cũng như Angry Birds, Plants vs Zombies và các trò chơi điện tử khác. Sau đó, nhóm đã phát hành các bản cover nhạc giới thiệu cho nhiều nhà phân phối phim lớn khác nhau, chẳng hạn như nhạc cho UEFA Champions League. Những bản cover này đã tạo ra một lượng lớn sự thu hút và chú ý của công chúng dành cho MayTree, ví dụ như Video mô phỏng lại âm thanh của iPhone, được phát hành vào ngày 5 tháng 2 năm 2021, tính đến ngày 24 tháng 7 năm 2021 đã tạo ra gần 17 triệu lượt xem trên YouTube.
- Hiệu ứng âm thanh Windows [3]
- Hiệu ứng âm thanh iPhone  [4]
- Hiệu ứng âm thanh Samsung Galaxy [5]

## Giải thưởng và đề cử
- 2009: Giải ba cuộc thi A Cappella quốc tế
- 2010: Giải nhì cuộc thi A Cappella quốc tế
- 2011: Busan Choral International Competition - Giải nhất hạng mục Nhạc nổi tiếng
- 2011: Vokal Total International Competition (Graz), Giải vàng
- 2013: Yeosu Choral International Competition - Giải nhất thể loại Pop & Jazz
- 2014: World Choir Games - 2 Huy chương vàng thể loại Jazz và hợp xướng Pop

## Link liên kết Youtube
- Official YouTube